# Campañas de Martín Rodríguez contra los indígenas
Las campañas de Martín Rodríguez contra los indígenas fueron las tres expediciones militares que el general Martín Rodríguez, gobernador de la Provincia de Buenos Aires de las Provincias Unidas del Río de la Plata, realizó contra los indígenas de la frontera sur de la provincia entre 1820 y 1824. Como respuesta a los malones que perpetraban los indígenas en ciudades como

## Antecedentes
Desde el siglo XVI, tanto las poblaciones indígenas ubicadas al sur de la ciudad de Buenos Aires como los habitantes de ésta dependieron para su subsistencia de la explotación de grandes poblaciones de vacunos salvajes. A principios del siglo XVIII, las poblaciones de «blancos» e indígenas habían aumentado significativamente, de modo que los vacunos salvajes disminuyeron mucho; tanto, que pronto los dos grandes grupos humanos estaban explotando las mismas poblaciones animales. Eso llevó a un largo período de enfrentamientos, en que los españoles atacaban las tolderías de los nativos, y éstos lanzaban malones a las estancias y pueblos de los blancos, con el resultado de miles de muertos de ambos bandos. Sólo alrededor de los años 1885 a 1895 se firmaron tratados de paz bastante eficaces y, durante algunos años, los malones pasaron casi a ser un mal recuerdo. Ocasionalmente se producía algún robo más o menos masivo, pero hasta 1819 casi no hubo grandes malones. Ese año hubo algunos ataques algo más destructivos, pero aún no se habían generalizado.
Entre las diversas tribus que se desplazaban por la frontera de la provincia de Buenos Aires en la primera mitad del siglo XIX existían, desde hacía largo tiempo, permanentes enfrentamientos y guerras entre ellas. Uno de los grupos más diferenciados eran los ranqueles, provenientes de las cuencas de los ríos Colorado y Neuquén y que, desde finales de los años 1700, se establecieron al sur de las actuales provincias de San Luis, Córdoba y Santa Fe, y al noroeste de la de Buenos Aires. Mientras tanto, varios ganaderos ocuparon territorios al sur de la frontera, en territorios hasta entonces vacantes -una especie de «franja de seguridad» que evitaba choques entre blancos e indígenas. Varias comunidades nativas tenían alianzas entre sí, y algunos forjaron alianzas permanentes con los blancos. A estos aborígenes se los denominaba «indios amigos», muchos de los cuales llegaron incluso a trabajar en los fortines, y como peones en las estancias.
Intentando volver a la situación más pacífica de años anteriores, el 7 de marzo de 1820 el comandante general de la campaña, general Martín Rodríguez, suscribió una convención entre la Provincia de Buenos Aires y varios de los caciques de la frontera del sur, denominada Tratado de Miraflores. En la negociación tuvo participación el estanciero Francisco Hermógenes Ramos Mejía, dueño de la estancia Miraflores, (en el actual Partido de Maipú), quien firmó a nombre los caciques Ancafilú, Tacumán y Tricnín. Estos habían sido autorizados en las tolderías del arroyo Chapaleufú a representar también a los caciques Carrunaquel, Aunquepán, Saun, Trintri Loncó, Albumé, Lincón, Huletru, Chañas, Calfuyllán, Tretruc, Pichilongo, Cachul y Limay. Por este tratado se ratificaba la paz en el territorio y se declaraba como línea divisoria definitiva la alcanzada por los hacendados de las estancias al sur del río Salado. Los indígenas debían devolver el ganado robado y recibirían trabajo en la estancia.

Artículo 4°. Se declara por línea divisoria de ambas jurisdicciones el terreno que en esta frontera los hacendados (han alcanzado), sin que en adelante pueda ningún habitante de la Provincia de Buenos Aires internarse más al territorio de los indios.

Artículo 5°. Los caciques se obligan a la devolución de las haciendas que se llevaron y existen de esta parte de las sierras. El cacique Tacumán se encargará de arrear dichos animales hasta la estancia de Miraflores.

### Malón de Carrera, Pablo y Yanquetruz
El 27 de noviembre de 1820 se produjo un malón sobre Lobos, en el que murieron 100 habitantes «blancos».
Inmediatamente, el día 3 de diciembre fue saqueado por los indios el pueblo de Salto destruyéndolo completamente, asesinando a los hombres y esclavizando como botín de guerra a las mujeres, quedando cautivos 250 mujeres y niños. La guarnición de 30 soldados del Fuerte de Salto fue totalmente masacrada. Se conoció luego que el malón era comandado por el exdirector Supremo de Chile José Miguel Carrera junto con 2000 indígenas de los caciques Pablo y Yanquetruz, y más de 500 desertores y prófugos de la justicia. Carrera había tomado el centro de detención de los prisioneros españoles Las Bruscas, liberando a muchos detenidos realistas chilenos y entró en tratos con los ranqueles para obtener paso hacia Chile. También sufrieron malones los pueblos de Rojas y Chascomús. En febrero de 1821 Carrera se internó hacia el sudoeste.

## Primera campaña
Ante la indignación pública que los malones indios provocaron tanto en la población de la ciudad como en la campaña de Buenos Aires, Martín Rodríguez, quien había asumido como gobernador en septiembre de 1820, decidió salir a escarmentarlos. No obstante, como ignoraba qué fracciones habían producido el ataque, se dirigió hacia el sudoeste, donde tenían sus tolderías varias parcialidades que nada habían tenido que ver con los hechos. Partió de la ciudad de Buenos Aires el 15 de diciembre de 1820 en dos columnas con 1.600 soldados, en dirección a la laguna de los Huesos. En la columna que mandaba el coronel Rafael Hortiguera, dividida en tres divisiones, comandaba Juan Manuel de Rosas un regimiento de milicias, mientras que las otras dos divisiones estaban al mando de Gregorio Aráoz de Lamadrid y de Manuel Correa. Rodríguez marchó primero hacia la laguna Kakel Huincul para incorporar allí a las fuerzas del Fortín San Martín (o Fortín Kakel Huincul). 
Tras una infructuosa entrada hacia la sierra de Tandil, al no hallar a Carrera, atacó a las tribus del arroyo Chapaleofú, violando el Pacto de Miraflores, pero los indígenas lograron escapar y sólo pudo apresar a algunos. Ancafilú pidió parlamentar y acordó una reunión con los enviados de Rodríguez cerca de una laguna, conocida desde entonces como laguna de la Perfidia, asesinándolos a todos en venganza. Entre ellos al teniente coronel Buleski, al mayor Miller, al capitán Ferrer, a Montes y a Bosch. A causa de las acciones de Rodríguez, Rosas renunció a su empleo, lo que fue aceptado en abril, y regresó a su estancia de Los Cerrillos, mientras Rodríguez retornaba a Kakel Huincul.
Al regresar al fortín envió al comandante del mismo, Ramón Lara, a la estancia de Ramos Mejía a arrestar a todos los indígenas para trasladarlos a Buenos Aires. Acusó de organizar los malones a los indígenas de la estancia, de las tribus de Ancafilú, Pichiman, Antonio Grande y Juan Landao. Al ir a quejarse, Ramos Mejía fue arrestado también y luego se hizo una matanza de unos 80 peones indígenas prisioneros que se habían entregado.

(...) no produjo ésta mayores resultados, si no al contrario más disposición en los indios para hacernos la guerra y no poca por haber traído preso en el mismo ejército a Don Francisco Ramos Mejía con toda la tribu de indios pacíficos que tenían sus tolderías en su estancia Miraflores."

El ataque injustificado provocó que las tribus que se habían mantenido hasta ese entonces en paz por voluntad y en respeto de lo establecido en el Pacto de Miraflores, se alzaran también contra las poblaciones de la frontera. Cuando Rodríguez apresó a los indígenas que vivían en la estancia de Miraflores, el capataz José Luis Molina junto con dos peones más, huyó a las tolderías y decidió tomar venganza por la muerte de los peones. El 16 de enero de 1821, por aviso del cacique Landao, Rodríguez logró rechazar en Chapaleofú un ataque del cacique Ancafilú, con un saldo de 150 indígenas muertos o heridos y al día siguiente las tropas retornaron a Buenos Aires sin haber logrado su objetivo. 
El 4 de abril de 1821 un malón de 1500 hombres de lanza guiados por Molina destruyó la naciente población de Dolores, que quedó desierta hasta 1827. Los indios obtuvieron más de ciento cincuenta mil cabezas de ganado y luego Molina y los caciques Ancafilú y Pichiman invadieron por la costa del Salado y los montes del Tordillo y Monsalvo, incluyendo la estancia de Rosas. En junio realizaron otro malón llegando hasta Pergamino y fueron derrotados por los Húsares y Dragones Auxiliares de Entre Ríos recién en 1825.

## Segunda campaña
Rodríguez envió al coronel Pedro Andrés García a la sierra de la Ventana para parlamentar con los indígenas y reconocer sus fuerzas y el terreno. Partió de la Guardia de Lobos el 10 de abril de 1822 con 30 hombres, en compañía del cacique Antiguan que fue enviado por los indígenas para guiarlo hacia el lugar del parlamento. 
Al llegar al río Salado, García escribió

Al aproximarnos a las márgenes de aquel río veíamos todo el horizonte cubierto de montes, al parecer poblaciones de labranza solamente, pues ganados no se veían en ninguna parte. Un aspecto bastante triste presentaba esta campiña, aunque por todas direcciones llena de bosques de durazno de los antiguos establecimientos. Pero muy poco tardó el desimpresionarnos de nuestra ilusión. Ah!...Al acercarnos a ellos no encontramos sino vestigios de que un día existieron. Los bárbaros en sus últimas y sangrientas incursiones, asolaron todos los situados en esta y la otra parte del río, en este partido. Al aproximamos descubrimos las ruinas de aquellas pequeñas poblaciones de labradores que un día sirvieron de abrigo a su indigencia y que el fuego devorador había consumido: sólo existen tristes y ensangrentados restos de algunos árboles, rastrojos destruidos o pequeñas sementeras quemadas, que servían de sustento a las familias de labradores honrados que allí moraban. Descubrimos más: vimos aun sus cadáveres que servían de alimento a los pájaros y fieras, al lado de los restos de un arado con el que hacían menos penosa su existencia. Por otra parte se encontraban huesos de cadáveres asesinados por el bárbaro, entre los arbustos y lagunas que la sorpresa les hacía ganar para defenderse: allí perecían, y aún más, llevando a la tumba el desconsuelo de ver arrastrados por los asesinos a su mujer e hijos, los que se libraban de ser envueltos en las ruinas que el fuego consumía. Este cuadro, a la verdad lastimoso, no dejaba de conmovemos, formaba en nuestra imaginación ideas tristes que correspondían el espectáculo que mirábamos, sentimos la necesidad de que estos males se reparasen.

No logró tratados con los indígenas, pues ante la presencia de refuerzos llegados desde tierras aún no conquistadas situadas al oeste de la Cordillera de los Andes (actualmente Chile) el cacique Pablo exigió la retirada de los establecimientos blancos al sur del río Salado, incluso Carmen de Patagones. Se opuso a que se crearan guardias en las sierras del Volcán y de Tandil y a entregar las cautivas. García aconsejó al gobierno que fundara ambos fuertes en dichos sitios para facilitar las comunicaciones con la lejana Carmen de Patagones.
Nuevos ataques indígenas se produjeron en abril de 1822 sobre Pergamino, arreando decenas de miles de vacas. El 12 de diciembre de ese año indígenas vinculados con los hermanos Pincheira atacaron la zona del arroyo Pavón y la Guardia de Melincué. Convencido de que lo único que se podía hacer era vencer a los indios y frente a la conmoción popular, Rodríguez hizo una segunda y mejor organizada campaña.
Partió la expedición desde Buenos Aires el 6 de marzo de 1823 con 2537 hombres y 7 piezas de artillería, con la intención de avanzar la frontera de la Provincia de Buenos Aires hacia el sur y el oeste. Si bien la operación no logró los resultados esperados Rodríguez fundó el Fuerte Independencia (actual Tandil) el 4 de abril de 1823. Ayudaron en la fundación los ingenieros José María de los Reyes y Ambrosio Crámer. El Regimiento 1° de Caballería de Campaña, al mando del teniente coronel Miguel Caxaraville, junto con unidades de Húsares y blandengues participaron de la expedición. La frontera quedó establecida en las sierras del Volcán y Tandil y la laguna Blanca Grande.

## Tercera campaña
En octubre de 1823 una coalición de 5000 ranqueles, pampas y tehuelches atacaron en simultáneo el sur de Santa Fe, Luján, Tandil y Chascomús. Juan Manuel de Rosas, al frente de milicias, logró rescatar de los tehuelches 120 000 cabezas de ganado.
Como Rodríguez no tenía suficientes fuerzas de caballería disponibles para hacer la campaña, firmó un acuerdo con Lucio Norberto Mansilla, gobernador de la Provincia de Entre Ríos, quien le envió por dos años a cambio de una cierta cantidad de dinero a los escuadrones de línea Húsares de la Muerte y Dragones de Entre Ríos. El primero estaba compuesto por guaraníes misioneros al mando de Anacleto Medina y el segundo era comandado por Andrés Morel. El 13 de diciembre de 1823 salió de Buenos Aires una escuadrilla de 5 barcos a cargo del comandante Victoriano Aguilar a buscar al escuadrón de Morel a Concepción del Uruguay, llevándolo a la Ensenada de Barragán. El 26 de noviembre la escuadrilla se dirigió a Paraná a buscar al escuadrón de Medina. El segundo fue acantonado en la Guardia de Kakel Huincul y el primero fue el 10 de diciembre al Fuerte Independencia. Participaron en las campañas hasta ser destruidos en 1826 en el combate de Toldos Viejos.
La expedición partió en marzo de 1824 con 2420 soldados y 7 piezas de artillería con la idea de establecer la frontera en el río Negro. Llegó cerca de la actual Bahía Blanca y la sierra de la Ventana, pero no logró casi nada más. Durante la campaña fue muerto el cacique tehuelche Quiñigual.
En junio de 1824 un malón atacó nuevamente el pago de Lobos produciendo muchos muertos y robando gran cantidad de ganado.
A estas tres campañas contra los indios durante el gobierno de Rodríguez le siguieron, durante el gobierno del general Juan Gregorio de Las Heras, la firma del Tratado de la Laguna del Guanaco y la construcción de nuevos fuertes en la frontera.